# Француска Гвајана
Француска Гвајана или Француска Гијана (фр. Guyane française, службено фр. Guyane) је прекоморски департман Републике Француске. Са површином од 86.504 km², највећи је француски департман и површином највећа територија Европске уније изван Европе. То је једина француска, а уједно и једина територија Европске уније у Јужној Америци. Екваторска шума покрива највећи део територије Француске Гвајане.
Службено име департмана у европским и француским круговима је Гвајана. Придев „француска“ се додаје још из колонијалних времена, кад су постојале три Гвајане: Британска Гвајана (данас Кооперативна Република Гвајана), Холандска Гвајана (данас Суринам) и Француска Гвајана.

## Географија
Француска Гвајана има површину од 86.504 km². Атлантска обала је дуга 378 km, границу са Бразилом дужине 730 km чини река Ојапок, а граница са Суринамом је дуга 510 km.
Ова област обухвата део Гвајанских планина које покривају 1,5 милион км² на североистоку Јужне Америке. Геологију одликује велики број водопада. Највиши врх је Мон Белви де Инини на 850 m висине. Најважније реке су Марони (на граници са Суринамом), Синамари, Апруагу и Ојапок (на граници са Бразилом).
Француска Гвајана важи за највећу шумску област Француске и Европске уније. Тропском шумом је покривено 90% територије. Највећи део становништва живи поред обале, где се налазе већи градови:
| - Кајена (фр. Cayenne); 62.996 становника (2006) - Сен Лоран ди Марони (фр. Saint-Laurent-du-Maroni); 19.211 становника (1999) - Куру (фр. ); 19.107 становника (1999) - Матури (фр. Matoury); 18.032 становника (1999), предграђе Кајене - Ремир Монжоли (фр. Remire-Montjoly); 15.555 становника (1999), предграђе Кајене |

## Економија
Француска Гвајана је веома зависна од француских субвенција. Главна индустријска грана је риболов (чини 75% извоза), експлоатација злата и дрвета. Стопа незапослености је 20-30%.
У месту Куру је смештен Европски свемирски центар који запошљава 1700 људи и извор је 25% БДП територије.
Туризам је све значајнија делатност. 

## Демографија
Више од 5.000 држављана Француске Гвајане говори неки од домородачких језика као матерњи. Најраспрострањенији су језици из породице кариб (мање од 3.000), аравак (пар стотина) и из породице тупи-гварани језици вајампи (мање од 1.200) и емериљон (400).
| 1968.  |
| ------ |
| 1.975= |